# سیتوپنی
سیتوپنی (انگلیسی: Cytopenia؛ تلفظ انگلیسی: سایتوپنیا) به کاهش تعداد یاخته‌های خونی بالغ گفته می‌شود که چند نوع مختلف دارد:
- کاهش گلبول‌های قرمز که منجر به کم‌خونی می‌شود.
- کاهش گلبول‌های سفید که منجر به لکوپنی و نوتروپنی می‌شود؛ چرا که نوتروفیل نیمی از گلبول‌های سفید خون را شایع می‌شوند.[۱]
- کاهش پلاکت‌ها که منجر به ترومبوسیتوپنی می‌شود.
- کاهش گرانولوسیت که منجر به «گرانولوسیتوپنی» می‌شود.
- کاهش گلبول‌های قرمز، گلبول‌های سفید و پلاکت‌ها که بدان پان‌سیتوپنی می‌گویند.